# Iran aux Jeux olympiques de la jeunesse d'hiver de 2016
L'Iran participe aux Jeux olympiques de la jeunesse d'hiver de 2016 à Lillehammer en Norvège du 12 au 21 février 2016. Deux athlètes représentent le pays pour cette édition.

## Résultats

### Ski alpin
| Athlète           | Épreuve      | Finale        | Finale        | Finale        | Finale |
| Athlète           | Épreuve      | Manche 1      | Manche 2      | Total         | Rang   |
| ----------------- | ------------ | ------------- | ------------- | ------------- | ------ |
| Alireza Ahmadpour | Slalom       | 1 min 03 s 00 | 1 min 00 s 71 | 2 min 03 s 71 | 34     |
| Alireza Ahmadpour | Slalom géant | 1 min 32 s 64 | 1 min 32 s 85 | 3 min 05 s 49 | 36     |

| Athlète    | Épreuve      | Finale        | Finale        | Finale        | Finale |
| Athlète    | Épreuve      | Manche 1      | Manche 2      | Total         | Rang   |
| ---------- | ------------ | ------------- | ------------- | ------------- | ------ |
| Ava Javadi | Slalom       | 1 min 21 s 34 | 1 min 17 s 03 | 2 min 38 s 37 | 33     |
| Ava Javadi | Slalom géant | 1 min 58 s 39 | 1 min 48 s 68 | 3 min 47 s 07 | 37     |